# Hundeshagen
Hundeshagen è una frazione della città tedesca di Leinefelde-Worbis.

## Storia
Il comune di Hundeshagen venne aggregato nel 2018 alla città di Leinefelde-Worbis.